# ZBTB11
ZBTB11‏ (Zinc finger and BTB domain containing 11) هوَ بروتين يُشَفر بواسطة جين ZBTB11 في الإنسان.